# Boulevard Poniatowski
Boulevard Poniatowski je bulvár ve 12. obvodu v Paříži. Je součástí tzv. Maršálských bulvárů. Bulvár nese jméno Józefa Antoniho Poniatowskiho (1762–1813), maršála Francie. Bulvár vede od Porte Dorée až k mostu National na nábřeží Seiny.

## Historie
V letech 1840–1845 byly postaveny kolem Paříže nové hradby. Dnešní bulvár vznikl na místě bývalé vojenské cesty (Rue Militaire), která vedla po vnitřní straně městských hradeb. Tato silnice byla armádou převedena městu Paříži na základě rozhodnutí z 28. července 1859.